# Троянда для Еклезіаста (повість)
«Троянда для Екклезіаста» (англ. A Rose for Ecclesiastes) — науково-фантастична повість американського письменника Роджера Желязни. Вперше вона була опублікована в листопадному номері журналу Fantasy & Science Fiction за 1963 рік разом зі спеціальною обкладинкою авторства Геннеса Бока, присвяченій цій розповіді. Розповідь була номінована на премію «Г'юго» за найкраще оповідання.
Назва цієї розповіді часто використовується як коротка назва збірки Четвірка на майбутнє, виданої в Великій Британії під розгорнутою назвою «Четвірка на майбутнє: Роза для Екклезіаста» (англ. «Four for Tomorrow's: A rose for Ecclesiastes»).

## Сприйняття і перевидання
Оповідання «Роза для Екклезіаста» декілька раз було включено до антологій, серед них «Айзек Азімов представляє видатні науково-фантастичні оповідання #25» (за редакцією Айзека Азімова та Мартіна Г. Ґрінберґа), «Двері його обличчя, блискавки з його пащі, та інші оповідання» та «Наукова фантастика: Антологія об'єднання дослідників-фантастів» (за редакцією Патриції С. Уоррік, Чарльза Вафа, і Мартіна Г. Ґрінберґа). Вважалося одним з найкращих ранніх оповідань Желязни і було включено в антологію «Зал слави наукової-фантастики, том перший, 1929-1964», яка, згідно оцінки Американської спілки письменників-фантастів, є антологією найвидатніших науково-фантастичних оповідань періоду до 1965-го року. Джудіт Мерріл назвала його «незрівнянним». Семюел Р. Ділейні охарактеризував «Розу» як «чудову і магічну розповідь».